# Parkstad Limburg Stadion
Il Parkstad Limburg Stadion è uno stadio di calcio (utilizzato anche per concerti, festival e conferenze) situato nei Paesi Bassi, nel comune di Kerkrade, la cui costruzione è stata in parte finanziata dai comuni di Kerkrade e Heerlen. La sua costruzione è stata terminata nel 2000 ed ha una capacità di 19500 posti a sedere. Lo stadio è situato nel Parkstad Limburg, ed è noto soprattutto per essere, a partire dal 2000-2001, lo stadio di casa del Roda JC, che fino ad allora aveva giocato le sue partite al Municipale Sportpark Kaalheide.
La prima partita ufficiale nel Parkstad Limburg Stadium è stato il match di campionato tra Roda JC e Twente, counclusosi con un 2-2. Nel 2005 lo stadio ospitò una semifinale degli Europei di calcio Under 21.

## Nome
Il Parkstad Limburg Stadion deve il suo nome alla regione dove è stato costruito: il Parkstad Limburg.

## Progetti
Durante la stagione 1993/1994 fu proposto per la prima volta il progetto per la realizzazione di un nuovo stadio di calcio per il Roda JC: questo sogno era però difficile da realizzare, e la società si rese conto che la realizzazione del progetto sarebbe andata incontro a molti anni di lavoro. Il Roda JC inizialmente pensò di costruire un nuovo stadio entro l'inizio della stagione 1996/1997, ma dopo i disaccordi tra Kerkrade e Heerlen sulla localizzazione dello stadio (Heerlen voleva lo stadio entro i suoi confini comunali), la squadra dovette continuare a giocare le sue partite al Municipale Sportpark Kaalheide, che però non soddisfaceva più gli standard moderni.
I progetti del Roda JC prevedevano inizialmente uno stadio con 14000 posti a sedere coperti e diverse centinaia di piazzole, ma non andò così perché il comune di Heerlen voleva costruire il nuovo stadio nel territorio su cui voleva edificare anche nuovi palazzi, in modo tale da non realizzare il progetto del Roda JC.

## Costruzione
Nel 1998 il Roda JC ottenne finalmente dei segnali positivi. Grazie ai capitali forniti dall'industriale Locht si pensò che i lavori potessero partire e si previde che i lavori di costruzione dello stadio si sarebbero conclusi durante l'anno, ma, ancora una volta, tutto ritardò. Dopo il voto del 1999, il Roda JC nel giugno 1999 (sei anni dopo l'inizio dei primi progetti) può finalmente iniziare il suo lungo atteso sogno.
I primi pilastri furono montati nel settembre del 1999. Il nuovo stadio da allora è stato sostenuto da 852 piloni. Un mese più tardi il Roda JC poté finalmente tirare un sospiro di sollievo quando furono montati tutti i pilastri per la costruzione dello stadio. La lega, pertanto, stabilì che, a partire dalla stagione 2000/01, il Roda JC poteva disputare le partite in casa nel nuovo stadio.
Era già noto che lo stadio avrebbe dovuto avere 20.000 posti. Il nome dello stadio fu annunciato nel febbraio 2000: il Parkstad Limburg Stadion. Roda JC coronò il suo scopo il 15 agosto 2000 con l'inaugurazione del nuovo stadio.

## I primi match
Il Parkstad Limburg Stadion fu inaugurato con un incontro amichevole con il Real Saragozza. Dopo l'iniziale vantaggio degli spagnoli giunse il pareggio di Samir Ouindi, che fu così il primo giocatore del Roda a segnare nel nuovo stadio. La partita terminò 2-2.
Il 9 settembre 2000, il Roda JC ospitò nel suo nuovo stadio l'Twente per la prima giornata di campionato. I Tukkers passarono in vantaggio con Yannis Anastasiou, autore del primo gol segnato nel Parkstad Limburg Stadion durante una partita ufficiale. Anche questa partita finì con un 2-2. Cinque giorni più tardi, il Parkstad Limburg Stadion ospitò per la prima volta una competizione internazionale. Nella Coppa Intertoto, contro l'Inter Bratislava, il Roda JC fu sconfitto per 0-2.
Per tre settimane il Roda JC non vinse un match, finché riuscì a battere l'AZ Alkmaar per 4-2.
La prima sconfitta in campionato del Roda JC al Parkstad Limburg Stadion si ebbe nell'ottobre 2000, quando l'RKC batté gli uomini di Sef Vergoossen per 0-1.

## Eventi
Il Parkstad Limburg Stadion è uno stadio molto all'avanguardia per il calcio europeo. Nella stagione 2001/2002 è stato l'Milan a fare di tutto per passare ai quarti di finale della Coppa UEFA contro il Roda. Il Roda JC ha perso nel Parkstad Limburg Stadium 0-1, ma ha vinto a Milano al ritorno per 0-1. L'AC Milan ai rigori passò. Anche il Valencia affrontò il Roda nell'Intertoto nello Stadio Parkstad Limburg. Roda e Valencia rimasero in equilibrio: 0-0. Durante un'amichevole nella stagione 2002/2003, il Chelsea e il Roda si batterono a lungo con il risultato finale di 3-3.
Ogni quattro anni viene ospitato il Wereld Muziek Concours, manifestazione musicale per bande musicali che attira circa 15.000 musicisti e 200.000 spettatori provenienti dai Paesi Bassi e dall'estero, rendendolo uno dei più grandi festival dei Paesi Bassi e il più importante festival di musica per fiati del mondo.

## Edifici
Il Parkstad Limburg Stadion ha servizi per il pubblico in ogni tribuna. La Nord-Tribune comprende anche le sale riunioni, gli spogliatoi del FANSHOP e del Roda JC. La East Stand è una tribuna, con all'interno un supermercato. La Tribuna occidentale comprende una palestra. Nella South Stand vi è un hotel costruito nell'agosto 2008. In tal modo, otto anni dopo la costruzione dello stadio, il Park Limburg viene considerato uno dei simboli dell'architettura limburghese.

## Vendita biglietti
Il Parkstad Limburg Stadium fece il tutto esaurito per quattro volte: contro l'Ajax nella stagione 2000/01, durante la partita contro l'Milan, la partita contro la Heerenveen e il derby contro il VVV-Venlo nella stagione 2007/2008.

## Statistiche
Statistiche non ufficiali:
- La prima partita che fu disputata fu una partita amichevole tra il Roda JC e Real Saragozza, che si concluse con un 2-2 il 15 agosto 2000.
- Il primo gol è stato segnato da Marcos Vales del Real Saragozza
- Il primo gol per il Roda JC è stato segnato da Samir Ouindi.

Statistiche ufficiali:
- La prima gara ufficiale è stato il match di campionato tra il Roda JC e il Twente, che termina in 2-2.
- Il primo gol ufficiale è stato segnato da Scott Booth
- Il primo gol ufficiale per il Roda JC è stato segnato da Yannis Anastasiou

Spettatori:
- Il primo tutto esaurito di 19.300, è giunta al match di Coppa UEFA con l'Milan, che termina per 0-1 per gli ospiti, il 21 febbraio 2002.
- Il numero più basso di spettatori, 2500, si registrò nella partita di Coppa UEFA col Falkirk l'11 settembre 2001 finita 3-0 in favore dei limburghesi.